# Brian Sutter
Brian Louis Allen Sutter, född 7 oktober 1956 i Viking, Alberta, är en kanadensisk före detta ishockeyspelare.
Sutter tillhör den kända hockeyfamiljen Sutter. Han spelade tolv säsonger mellan 1976 och 1988 för St. Louis Blues i National Hockey League.